# Góralice
Góralice – wieś w Polsce położona w województwie zachodniopomorskim, w powiecie gryfińskim, w gminie Trzcińsko-Zdrój.
W latach 1954–1959 wieś należała i była siedzibą władz gromady Góralice, po jej zniesieniu w gromadzie Trzcińsko Zdrój. W latach 1975–1998 miejscowość administracyjnie należała do województwa szczecińskiego.
W miejscowości był przystanek kolejowy Góralice.